# Starszy chorąży marynarki
Starszy chorąży marynarki (st. chor. mar.) – wojskowy stopień podoficerski w polskiej Marynarce Wojennej, odpowiadający starszemu chorążemu w Wojskach Lądowych i Siłach Powietrznych. Jego odpowiedniki znajdują się także w marynarkach wojennych innych państw.

## Geneza
Termin „chorąży” został zapożyczony przez floty wojenne z wojsk lądowych. Początkowo, podobnie jak i inne stopnie wojskowe chorąży był tytułem i dotyczył funkcji sprawowanych na okręcie. W hierarchii został umiejscowiony pomiędzy bosmanem a porucznikiem. Chorążowie sprawowali funkcje nawigatorów, artylerzystów, kapelanów, cyrulików, płatników oraz zajmowali inne pomocnicze stanowiska na okrętach. W XVII wieku tytuł chorążego przekształcił się w stopień wojskowy.

## Użycie
W Polsce stopień starszego chorążego marynarki powstał w 1963, w związku z utworzeniem korpusu chorążych. Został umiejscowiony między chorążym marynarki, a podporucznikiem marynarki. W 1967 ponad starszym chorążym marynarki utworzono w hierarchii stopień chorążego sztabowego marynarki. W latach 1997–2004 pomiędzy tymi stopniami istniał jeszcze stopień wojskowy młodszego chorążego sztabowego marynarki. W 2004 zlikwidowano korpus chorążych, a jego stopnie przeniesiono do korpusu podoficerów. Od momentu powstania starszy chorąży marynarki jest odpowiednikiem starszego chorążego. 
Stopień wojskowy starszego chorążego marynarki jest zaszeregowany dla grupy uposażenia nr 9, a w kodzie NATO określony jest (wraz ze starszym chorążym sztabowym marynarki) jako OR-09.